# Mesobius berryi
Mesobius berryi är en fiskart som beskrevs av Hubbs och Iwamoto, 1977. Mesobius berryi ingår i släktet Mesobius och familjen skolästfiskar. Inga underarter finns listade i Catalogue of Life.